# Salford City Stadium
Salford City Stadium è un impianto sportivo multifunzione britannico.
Si trova a Barton upon Irwell, quartiere di Salford, nella contea metropolitana inglese della Grande Manchester.
Edificato tra il 2010 e il 2011, è l'impianto interno di due importanti club sportivi professionistici gravitanti nell'area di Manchester: il Salford Red Devils, di rugby a XIII, e il Sale Sharks, di rugby a XV.
Capace di circa 11500 posti, è noto fin dalla sua inaugurazione come AJ Bell Stadium per via dell'accordo di naming stipulato con la compagnia di servizi azionari e finanziari AJ Bell.

## Storia
Nel 2005 il Salford City Reds, club di rugby a XIII oggi noto come Salford Red Devils, si vide approvare dal consiglio cittadino un piano di trasferimento dal vecchio stadio noto come The Willows (I salici), in esercizio dal 1900; l'area individuata fu un deserto industriale in prossimità dell'autostrada M60.
Dopo una falsa partenza, dovuta alla scelta di un contraente poi terminato nel 2009 in amministrazione controllata, il consiglio municipale di Salford formò una joint venture con il gruppo Peel che affidò al gruppo Buckingham la costruzione dell'impianto.
Il progetto con cui l'aggiudicataria vinse la selezione fu commissionato allo studio d'architettura AFL.
A maggio 2010 iniziò la bonifica dell'area, e i lavori, della durata di circa un anno, terminarono a dicembre 2011.
Il Salford City Reds prese possesso dello stadio a dicembre 2011, in tempo per la stagione 2012; al contempo il Sale Sharks, club di rugby a XV dell'area, aveva manifestato interesse alla condivisione dell'impianto dopo avere terminato la coabitazione a Edgeley Park con i calciatori dello Stockport County; ad aprile 2012 siglò una concessione venticinquennale con i proprietari dell'impianto.
A settembre 2013 i club siglarono con la società di investimenti e informazioni finanziarie AJ Bell un accordo di sponsorizzazione della durata di 9 anni, a seguito del quale l'impianto prese il nome di AJ Bell Stadium.
A livello internazionale lo stadio ospitò un incontro della coppa del mondo a XIII del 2013, una vittoria 22-8 della Scozia sugli Stati Uniti davanti a 6401 spettatori.
In ambito calcistico la gara ufficiale più rilevante fu, invece, un incontro della nazionale femminile inglese, che sconfisse le olandesi 1-0 in un incontro valido per la qualificazione all'europeo 2013.
Nel 2022 il Sale Sharks ventilò la propria intenzione di acquistare lo stadio in comproprietà con il club calcistico del Salford City; dopo diversi mesi di negoziazione, tuttavia, il consiglio municipale di Salford giudicò l'offerta non congrua con gli obiettivi che la proprietà persegue per tale struttura pubblica; il Salford City comunicò quindi che avrebbe continuato la sua permanenza al Moor Lane, mentre invariata è rimasta la concessione ai due club di rugby occupanti la struttura.

## Incontri internazionali di rilievo

### Calcio
| Arbitro: | Jenny Palmqvist |

|            |           |  |
| Yankey 67’ | Marcatori |  |

### Rugby a 13
| Arbitro: | Thierry Alibert |

|                                                |    |                    |
| Phillips 51’ Russell 55’ Douglas 62’ Hurst 80’ | mt | 9’ Freed 23’ Welch |
| Brough 55’, 62’, 80’                           | tr |                    |